# 北福克 (加利福尼亞州)
北福克（英語：North Fork）是位於美國加利福尼亞州馬德拉縣的一個非建制地區。該地的面積和人口皆未知。

## 地理
北福克的座標為37°13′47″N 119°30′34″W / 37.22972°N 119.50944°W，而該地的平均海拔高度為804米（即2638英尺）。